# De Peel

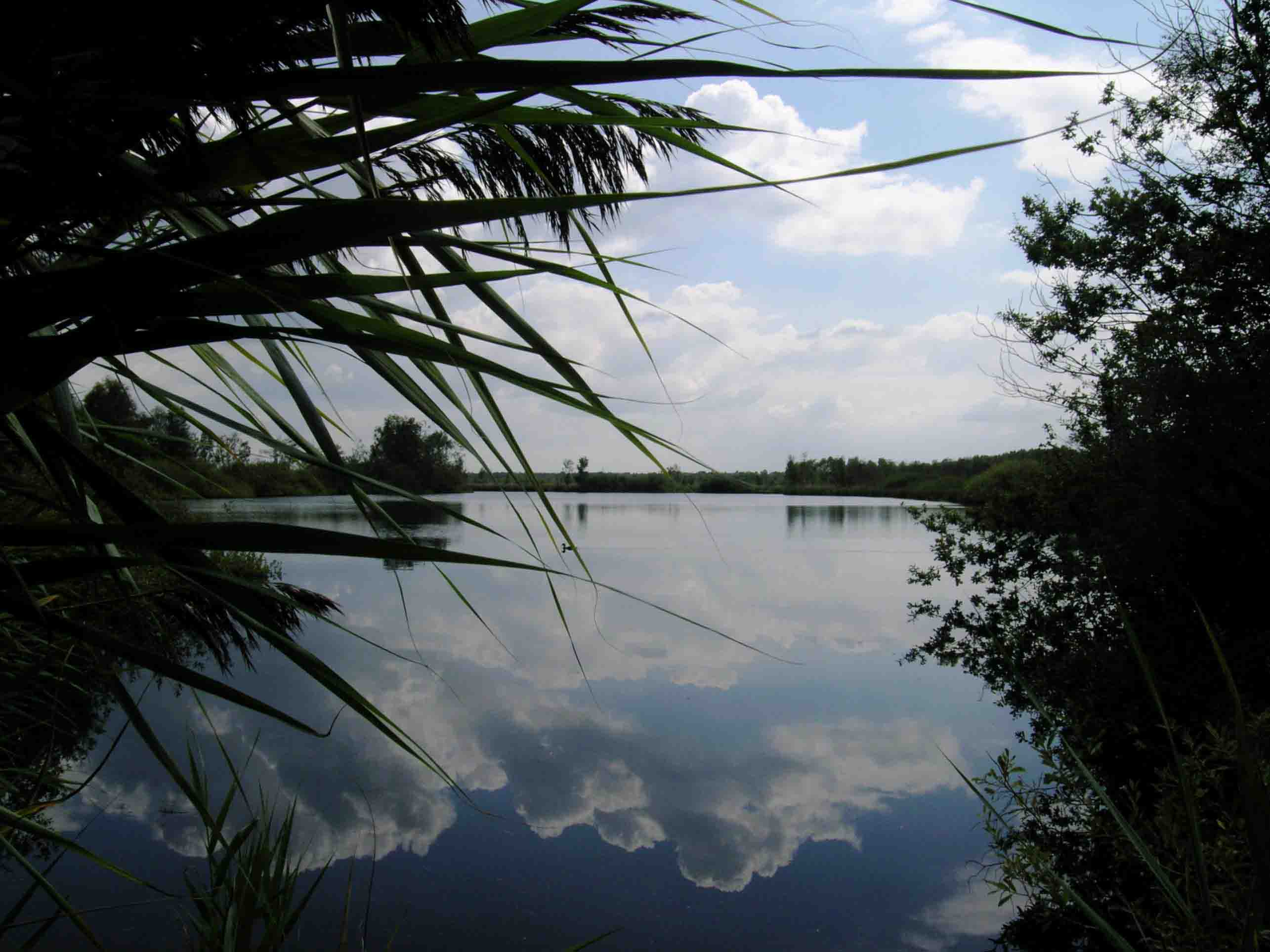
Un lago de turba cerca Griendsveen

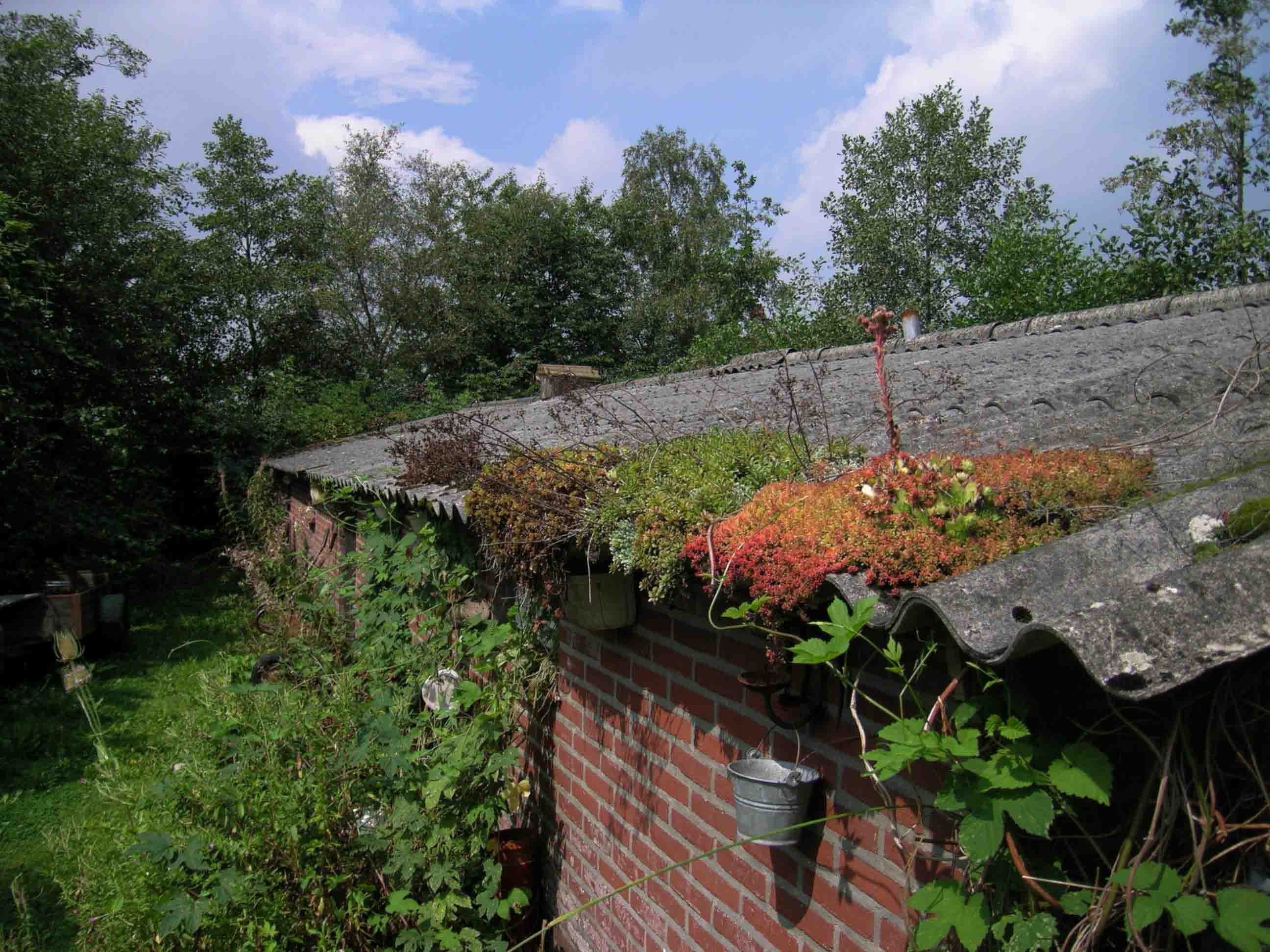
Un techo de granero con vegetación típica de la región.

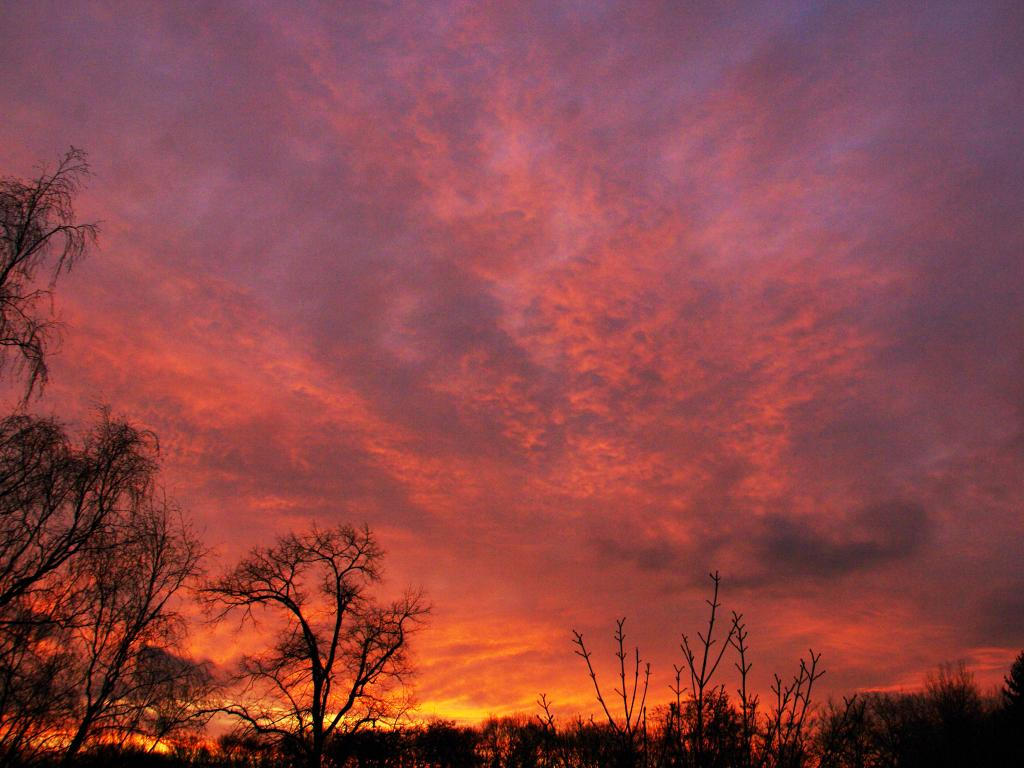
Atardecer en De Peel, Brabante Septentrional, Países Bajos

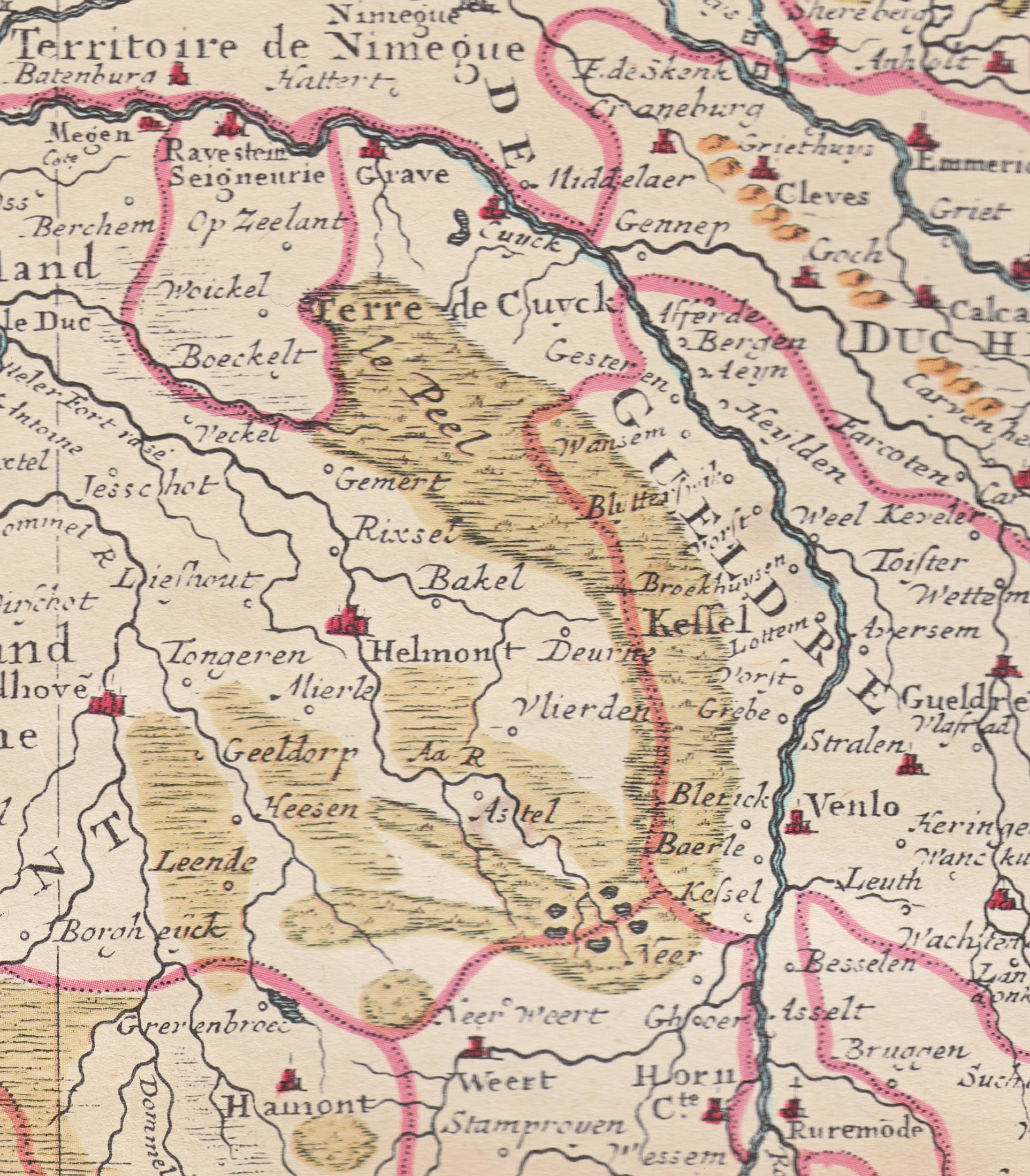
Área de Peel en un mapa de Guillaume Delisle, ca. 1743

De Peel es una región del sureste de los Países Bajos que se extiende a ambos lados de la frontera entre las provincias de Brabante Septentrional y Limburgo .
Desde la Edad Media hasta el siglo XX, se extraía turba de Peel para utilizarla como combustible. Para ello se cavaron muchos canales para sacar el agua y para que los barcos sacaran la turba. La primera excavación registrada fue en 1427,  y en 1670 se informó que los lugareños no solo recolectaban turba para su propio uso, sino que la vendían a las aldeas cercanas.  En el siglo XIX, la cantidad de turba que quedaba en la zona puede haber sido tan solo una cuarta parte del nivel original. En 1853 se iniciaron excavaciones comerciales intensivas, pero la industria pronto decayó como resultado de varias crisis económicas nacionales.  La excavación de turba en la región terminó en 1942. 
En 1910, se descubrió una colección de artefactos romanos en las turberas cercanas a Deurne. Estos hallazgos incluían un casco, una espada, un monedero, dos campanas, varias hojas de cuero y prendas de vestir. El casco y las monedas datan los artefactos alrededor del año 320 d. C. También se mencionó la presencia de un peroné humano (hueso de la pierna) entre los objetos encontrados, aunque la evidencia documental es escasa. Aunque el arqueólogo WC Braat especuló que un jinete romano podría haber caído accidentalmente en el pantano, análisis más recientes sugieren que es más probable que los artefactos fueran depositados deliberada y ritualmente.
Una zona que permaneció parcialmente intacta por la tala de turba se convirtió en parque nacional, el Groote Peel . Tiene una talla de 13.4 km².
El Parque Nacional Groote Peel es una de las áreas más ricas en aves de Europa occidental. Aquí, puedes encontrar somormujos de cuello negro que residen en la zona, y ocasionalmente, grullas comunes migratorias en octubre y noviembre. El terreno es diverso, con turberas inaccesibles, lagos, brezales y crestas de arena. Algunos de los lagos y el pantano actual se formaron mediante la extracción de turba.
Hay muchos pueblos en Peel, la mayoría de ellos fundados por jefes de empresas de turba: por ejemplo, Helenaveen y Griendtsveen, fundados por Jan van de Griendt (1804-1882).